# Micropsis
Micropsis é um género botânico pertencente à família Asteraceae.
O género foi descrito por Augustin Pyramus de Candolle e publicado em Prodromus Systematis Naturalis Regni Vegetabilis 5: 459–460. 1836.
Trata-se de um género reconhecido pelo sistema de classificação filogenética Angiosperm Phylogeny Website.

## Espécies
O género é composto por 10 espécies descritas das quais 5 são aceites:
- Micropsis australis Cabrera
- Micropsis dasycarpa (Griseb.) Beauverd
- Micropsis nana DC.	Accepted
- Micropsis ostenii Beauverd
- Micropsis spathulata (Pers.) Cabrera[3]